# Oscar Shaw
Oscar Shaw, geborener Oscar Schwartz, (* 11. Oktober 1887 in Philadelphia, Pennsylvania; † 6. März 1967 in Little Neck, New York) war ein US-amerikanischer Schauspieler.

## Leben

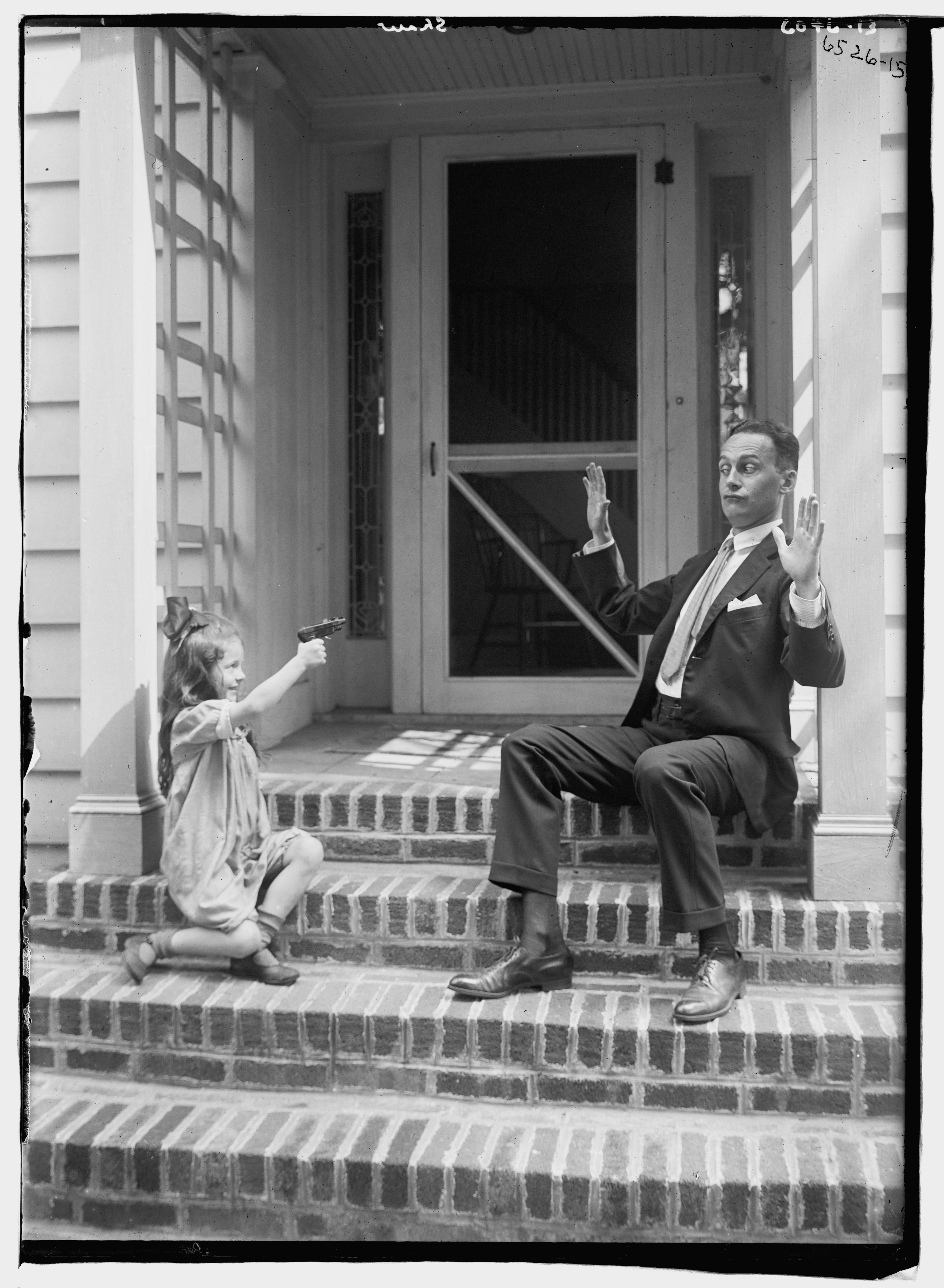
Oscar Shaw, unbekannte Datierung

Shaw war ein sehr bekannter Theater- und Radioschauspieler seiner Zeit. Zwischen 1915 und 1941 war er in mindestens 17 Produktionen am Broadway zu sehen, dabei häufiger in Hauptrollen besetzt.
Seine Filmografie ist schmal: im Laufe seiner Karriere war er in nur acht Filmen zu sehen, darunter sowohl Stumm- als auch Tonfilme. Dabei kam er aufgrund seiner Prominenz als Theaterschauspieler auch im Filmgeschäft sofort zu Hauptrollen, so neben Norma Shearer in Die große Nummer (1926) oder neben Marion Davies in Marianne (1929). Einem heutigen Publikum dürfte er am ehesten durch die frühe Tonfilmkomödie The Cocoanuts von 1929 bekannt sein, in der er an der Seite der Marx Brothers eine zentrale Rolle hatte.
Shaw starb im März 1967 im Alter von 79 Jahren, drei Jahre nach seiner Ehefrau Mary Louise.

## Filmografie
- 1924: Broadway Fieber. Die Tänzerin, der Boxer und der Pressechef – Sechs Akte von Tanz, Sport und Liebe (The Great White Way)
- 1925: Durchlaucht macht eine Anleihe (The King on Main Street)
- 1926: Die große Nummer (Upstage)
- 1926: Going Crooked
- 1929: A Ziegfeld Midnight Frolic (Kurzfilm)
- 1929: The Cocoanuts
- 1929: Marianne
- 1940: Rhythm on the River